# Hermannsdenkmal

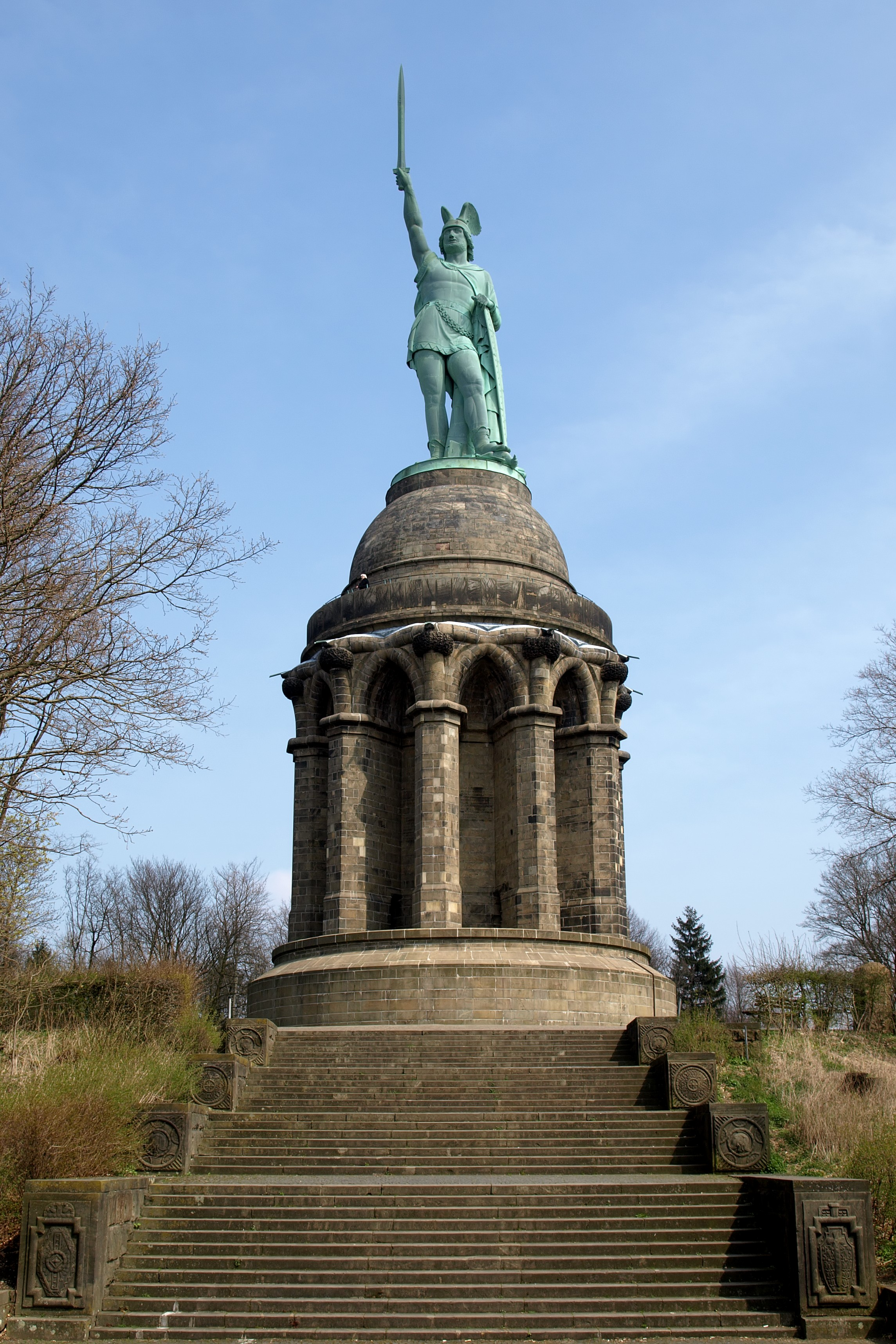
El Hermannsdenkmal.

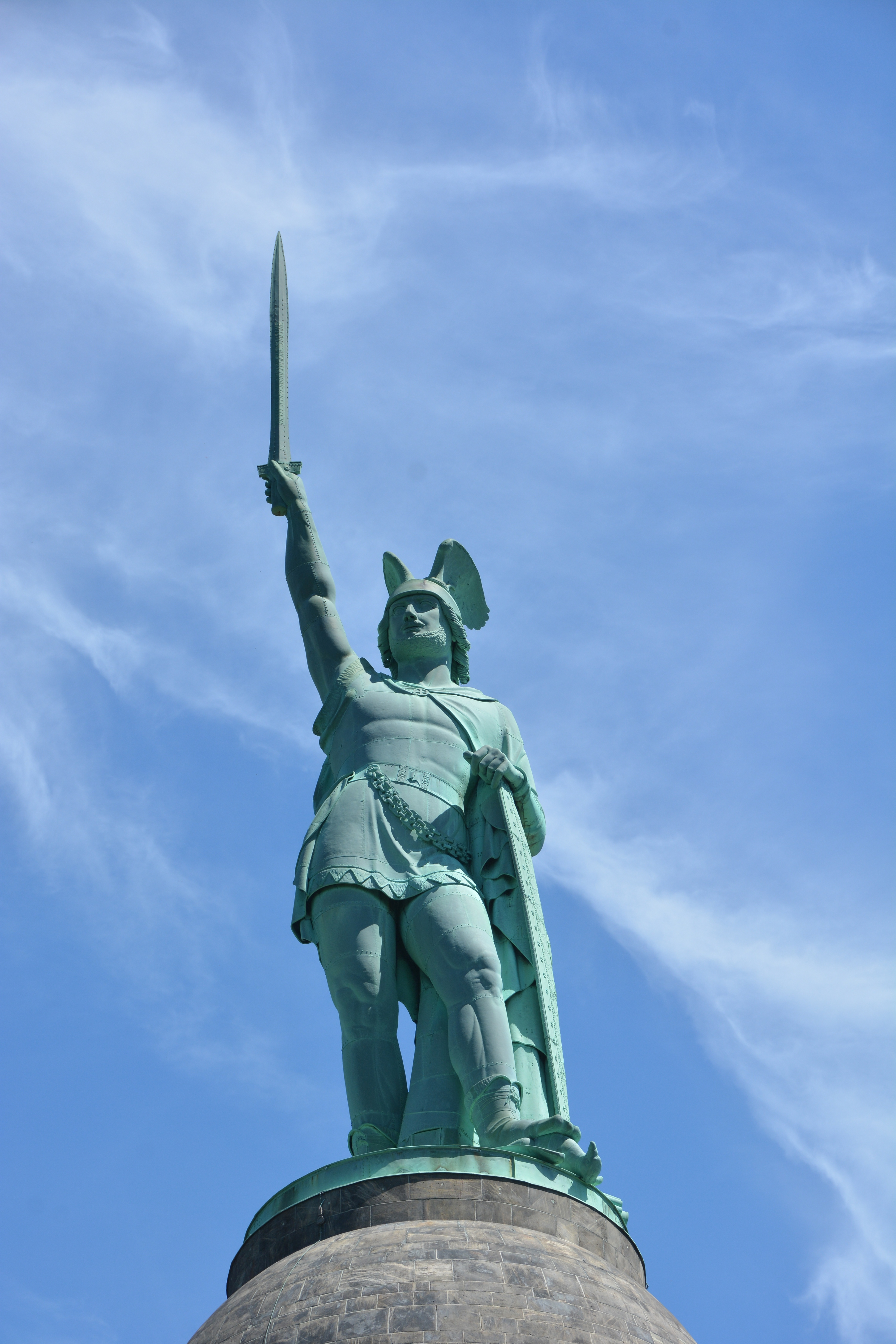
La espada mide 7 metros de largo.

El Hermannsdenkmal (lit. ‘monumento a Arminio’) es un monumento ubicado en Renania del Norte-Westfalia en Alemania. Se halla en la parte sur del Bosque Teutónico, al suroeste de Detmold en el distrito de Lippe, en una zona densamente forestada, a 386 metros de altitud del castillo de Grotenburg, donde se libró la batalla del bosque de Teutoburgo. 
El monumento conmemora al jefe de los queruscos, Arminio, y la batalla del bosque de Teutoburgo, en la que las tribus germanas bajo el mando de Arminio lograron una victoria decisiva en 9 d. C. sobre tres legiones romanas al mando de Varo.
La espada tiene la siguiente inscripción:
Deutschlands Einigkeit meine Stärke - meine Stärke Deutschlands Macht.
La unidad alemana, mi fuerza - mi fuerza, el poder de Alemania.

## Historia
La estatua de 53,46 m de altura empezó a construirse en 1838, pero no fue completada hasta 1875 con la ayuda de fondos sustanciales del Estado de Prusia. Fue construida de acuerdo a los planes del escultor Ernst von Bandel.
La génesis de la escultura tiene que ser entendida en el contexto de la situación política de los Estados alemanes en el siglo XIX. Bajo la impresión de repetidas derrotas a manos de los franceses y la frágil naturalidad de los Estados alemanes, los alemanes se orientaron solo hacia el pasado como una fuente del orgullo nacional. Esta búsqueda de identidad se refleja en numerosos monumentos, entre ellos el Valhalla cerca de Ratisbona y la estatua de Arminio. 
Sin embargo, la estatua no fue completada hasta después de la Guerra franco-prusiana de 1870-1871 y la unificación alemana en 1871 liderada por Otto von Bismarck. También debe entenderse como símbolo de la joven Alemania emergiendo en el tiempo.
Irónicamente, Arminio (germanizado a Hermann siglos después) es un nombre latino del que luego fue el vencedor de la Batalla del bosque de Teutoburgo, que adoptó en sus años en el servicio militar romano. Su verdadero nombre germánico es desconocido.

## Turismo
La estatua es uno de los destinos turísticos más populares en Alemania con más de dos millones de visitantes al año. De popularidad similar, el Externsteine, que está ubicado cerca. La base de la estatua sube un nivel antes del comienzo de la figura, afrontando las grandes vistas del paisaje.
Un monumento similar, el Hermann Heights Monument existe en New Ulm, Minnesota, un pueblo de inmigrantes alemanes. El término "Herman el Alemán" también es comúnmente usado por los hablantes de forma afectiva para el monumento Hermannsdenkmal - y también sirve coloquialmente para referirse a los varones alemanes.